# W. A. R. Wood
William Alfred Rae Wood, conosciuto in Thailandia con l'acronimo W. A. R. (Blundellsands, 23 gennaio 1878 – Chiang Mai, 21 gennaio 1970), è stato un diplomatico e storico britannico.
È ricordato principalmente per il suo saggio storico A History of Siam, nel quale narra gli eventi relativi al Siam, l'odierna Thailandia, dai primi insediamenti dei popoli tai in Indocina nel I secolo fino al regno di re Prajadhipok negli anni venti del XX secolo. Fu console generale del Regno Unito in Siam, dove visse 68 anni e dove morì nel 1970

## Biografia

### Carriera diplomatica
Nato nel 1878 a Blundellsands, oggi parte del Distretto metropolitano di Sefton in Inghilterra, si trasferì nel 1896 a Bangkok, la capitale del Siam, durante il regno di Rama V. Qui fu assunto come agente consolare nel locale ufficio diplomatico britannico e nei primi anni di soggiorno imparò a parlare, leggere e scrivere la lingua locale. Fu impiegato tra il 1903 ed il 1905 alla cancelleria del Tribunale britannico di Bangkok e, a partire dal 1905, lavorò al tribunale internazionale dapprima a Chiang Mai e poi a Nan, dove fu nominato vice-console. Con tale carica, fra il 1908 e il 1909 fu il responsabile del Tribunale consolare di Singora, l'odierna Songkhla. Tornò a nord a Chiang Mai e nella vicina Lampang, nelle quali lavorò al tribunale internazionale tra il 1912 e il 1925. Nel 1913 fu nominato console britannico di Chiang Mai e nel 1918 fu promosso console generale nella stessa città, carica che ricoprì fino al pensionamento nel 1931.

### Carriera letteraria
Potendo consultare i testi in lingua originale, e grazie anche alla collaborazione con l'illustre storico e statista Damrong Rajanubhab, nel 1924 pubblicò A History of Siam, che a quel tempo era il più completo saggio storico su quel Paese scritto in lingua non originale. Nella stesura del libro, per sua stessa ammissione, si lasciò spesso trasportare dal grande amore che aveva per il Siam, commentando con sciovinismo gli eventi storici le cui fonti aveva trovato con perseveranza. La storiografia più recente ha imputato al suo mentore Rajanubhab uno stravolgimento della realtà storica a maggior gloria della monarchia nazionale.
Wood si immerse nella cultura locale, approfondendone molteplici aspetti che descrisse nell'autobiografia del 1935 Land of Smiles, letteralmente "Paese dei sorrisi", l'appellativo con cui è tuttora conosciuta la Thailandia. L'altra autobiografia An English consul in Siam: a memoir, 1896-1932, è un ritratto della sua missione in Siam e dei tribunali locali e internazionali presenti nel Paese. Nel secondo dopoguerra, il quotidiano in lingua inglese Bangkok Post pubblicò diverse poesie e lettere ricevute da Wood, che comparve con alcuni pseudonimi tra i quali il più frequente fu Lotus (loto). Una raccolta di tale corrispondenza sarebbe stata poi pubblicata in un libro intitolato Tales from Thailand by Lotus.

### Vita privata
Nel 1906, Wood sposò a Chiang Mai Panya Chitpreecha, soprannominata Khun Boon, una donna locale di origini shan dalla quale ebbe due figlie. Questo matrimonio con una straniera pregiudicò la sua carriera diplomatica, in un periodo in cui la mentalità dei dirigenti della diplomazia britannica era dominata dal conservatorismo. Quando andò in pensione, nel 1931, tornò in patria, ma ben presto si rese conto di quanto gli mancasse il Siam e fece ritorno a Chiang Mai, dove visse fino alla morte nella sua casa sulle rive del fiume Ping. Nel corso della seconda guerra mondiale, vi fu l'invasione giapponese della Thailandia e le truppe di occupazione lo posero agli arresti per un certo periodo insieme ad altri residenti britannici.
Morì a Chiang Mai nel 1970 e la moglie Khun Boon si trasferì nel 1979 in Inghilterra, dove morì nel 1982. Le sue ceneri sono state spedite a Chiang Mai e riposano ora a fianco di quelle del marito nella tomba di famiglia del cimitero per stranieri di Chiang Mai. Sulla lapide di Wood è scritto: "Amava la Thailandia".

## Opere
- (1924) A History Of Siam. From the earliest Times to the Year A.D. 1781. With a Supplement dealing with more recent Events. Unwin, Londra. Consultabile su Internet Archive
- (1935) Land of Smiles. Khun Vadee Duraraksh, Bangkok. Ripubblicato nel 2003 con il titolo Consul in Paradise: Sixty-eight Years in Siam[collegamento interrotto]. Silkworm Books, Bangkok. ISBN 978-974-9511-77-0
- (1968) Tales from Thailand by Lotus. M.P.H. Publications Sdn. Bhd.
- (1991) Rhinoceros Blood and Other Stories from the North of Thailand. Trasvin, ISBN 9748864626,
- (2003) An English consul in Siam. A memoir, 1896–1932. Kegan Paul, Londra. ISBN 0-7103-0949-X.